# امیرآباد (جغتای)
امیرآباد یا آبادی زورزمندشماره موتور۵۲ روستایی در دهستان جغتای بخش مرکزی شهرستان جغتای استان خراسان رضوی ایران است.

## جمعیت
بر پایه سرشماری عمومی نفوس و مسکن در سال ۱۳۹۵ جمعیت این مکان ۳۰۹ نفر (۹۰خانوار) بوده‌است.